# 公子悝
公子悝（前325年后—前266年后），又称泾阳君，嬴姓，名悝，是秦惠文王和宣太后的儿子，秦昭襄王弟弟、高陵君公子市的胞弟。

## 生平
秦昭襄王在前306年即位后，昭襄王弟弟公子市、公子悝和舅舅芈戎、魏冉，并称“四贵”。前300年，秦国以泾阳君到齐国为政治人质。隔年歸秦，孟尝君到秦国为相。
前292年，封公子市为宛侯、公子悝为邓侯。華陽君封地為「華邑」，被秦人尊稱為華侯，從此有穰、宛、鄧、華四大列侯。
因“四贵”权势威胁王权，秦昭襄王用范雎为相國。前266年，范雎建議，罷除宣太后的權力，並使“四贵”离开咸阳，到自己的封邑，使四貴不能影響國政。